# Fatty Finn

Fatty Finn est une série de bande dessinée de l'Australien Sud Nicholls publiée sous forme de comic strip du 16 septembre 1923 à juillet 1977 dans différents quotidiens.
Dans ses premiers mois la série est titrée Fat and His Friends et est directement inspirée du personnage anglais Billy Bunter. À partir d'août 1924, la série change de titre et devient une série consacrée à la vie d'un écolier dodu et de ses amis dans une banlieue australienne indéterminée. Ce modèle persiste jusqu'au décès de Nicholls en 1977.
Fatty Finn est avec Ginger Meggs (en) le personnage de bande dessinée australien le plus connu dans son pays. Ses aventures ont été adaptées au cinéma en 1927 (The Kid Stakes (en)) par Tal Ordell (en) et en 1980 (Fatty Finn (en)) par Maurice Murphy (en) avec Ben Oxenbould (en) dans le rôle de Fatty.